# Nagy-Kaukázus

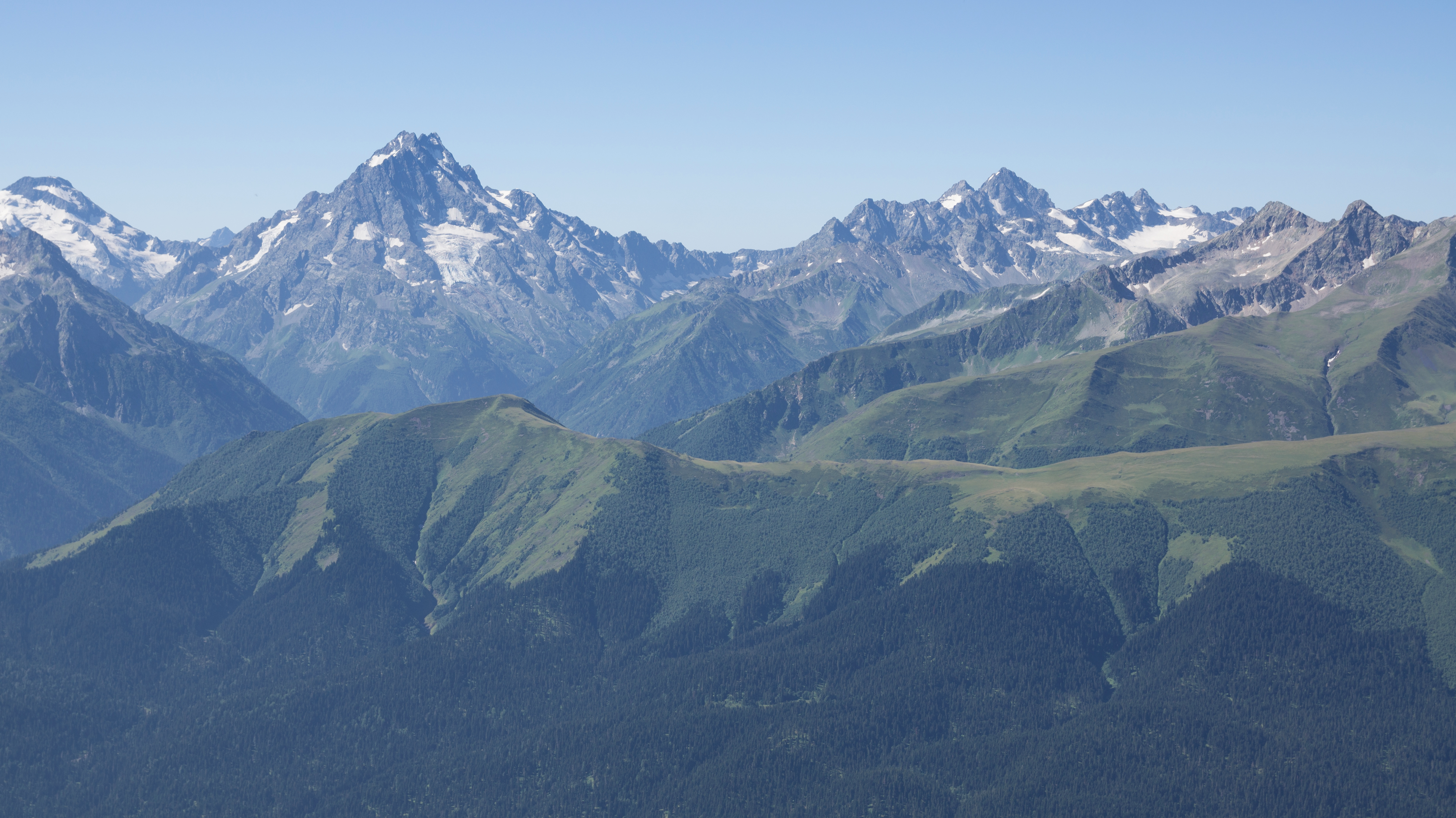
Hegyek Arhüz régióban, a Nagy-Kaukázusban

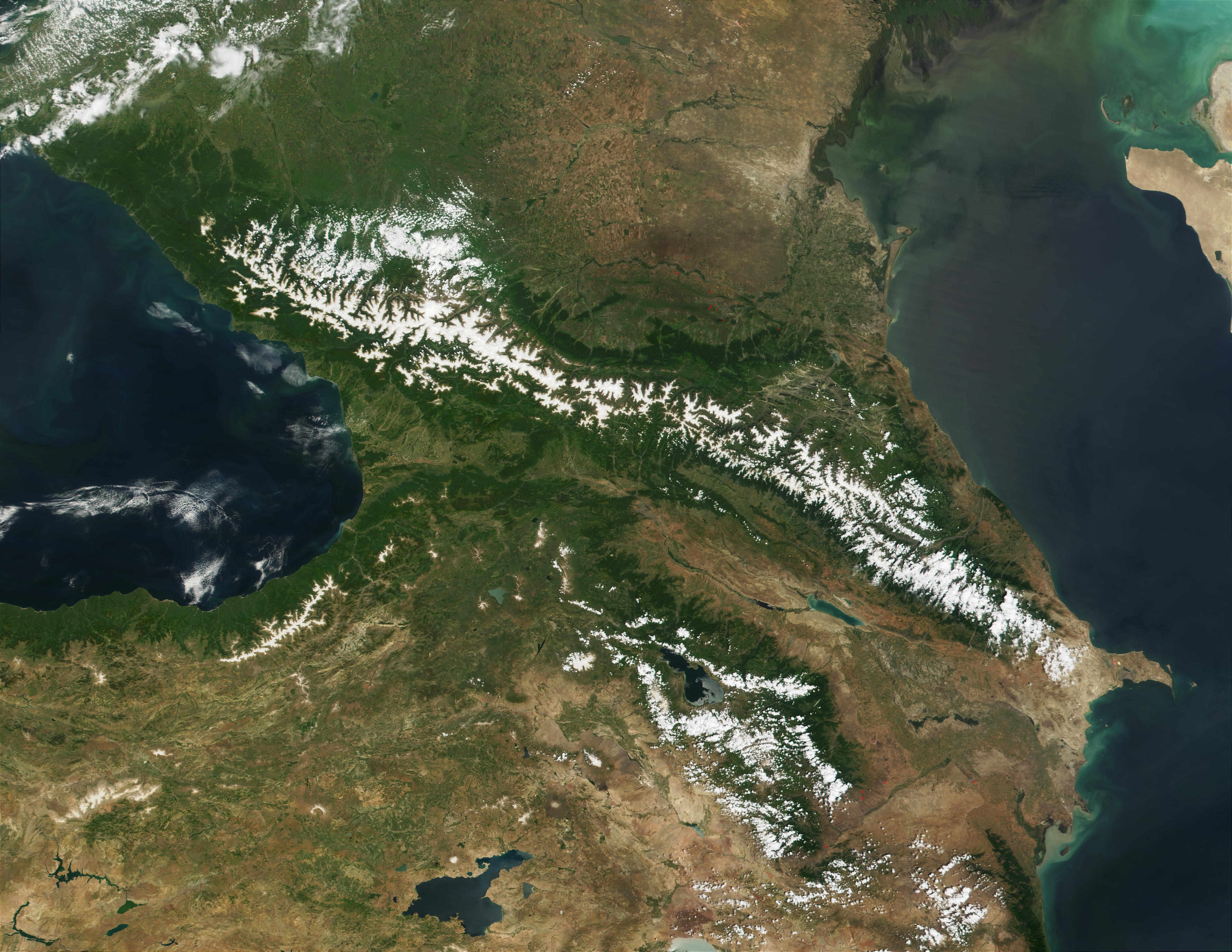
A Nagy-Kaukázus műholdról

A Nagy-Kaukázus (oroszul Большой Кавказ [Bolsoj Kavkaz], azeriül Böyük Qafqaz Dağları) a Kaukázus hegység fő hegylánca.
Mintegy 1200 kilométer hosszan nyúlik el nyugat-északnyugat-kelet-délkeleti irányban a fekete-tengeri Taman-félsziget (Oroszország) és a Kaszpi-tengeri Abşeron-félsziget (Azerbajdzsán) közt, az orosz Szocsitól csaknem az azeri Bakıig.
Hagyományosan három részre tagolják:
- Nyugat-Kaukázus, a Fekete-tengertől az Elbrusz hegyig.
- Középső-Kaukázus, az Elbrusztól a Kazbek hegyig.
- Kelet-Kaukázus, a Kazbektől a Kaszpi-tengerig.

Vonulatain fut az orosz-grúz és az orosz-azerbajdzsáni határ jórésze. 
A hegyeken és e határokon vág keresztül a Grúz hadiút, az Oszét hadiút és a transzkaukázusi főút.

## Csúcsai
- Elbrusz, 5642 m, Oroszország területén a földrajzi Európa legmagasabb hegycsúcsa
- Dühtau, 5205 m
- Skara, 5201 m
- Kostan-Tau, 5151 m
- Kazbek, 5047 m
- Rusztaveli-csúcs, 4859 m
- Tebulosz mta, 4493 m
- Diklosz mta, 4285 m
- Bazardüzü, 4466 m
- Babadag, 3629 m

## Fordítás
- Ez a szócikk részben vagy egészben  a   Greater Caucasus című angol Wikipédia-szócikk ezen változatának fordításán alapul.  Az eredeti cikk szerkesztőit annak laptörténete sorolja fel. Ez a jelzés csupán a megfogalmazás eredetét és a szerzői jogokat jelzi, nem szolgál a cikkben szereplő információk forrásmegjelöléseként.